# 미쓰비시 아웃랜더
미쓰비시 아웃랜더(Mitsubishi Outlander)는 미쓰비시의 전륜구동 기반 중형 스포츠 유틸리티 자동차이다.

## 1세대

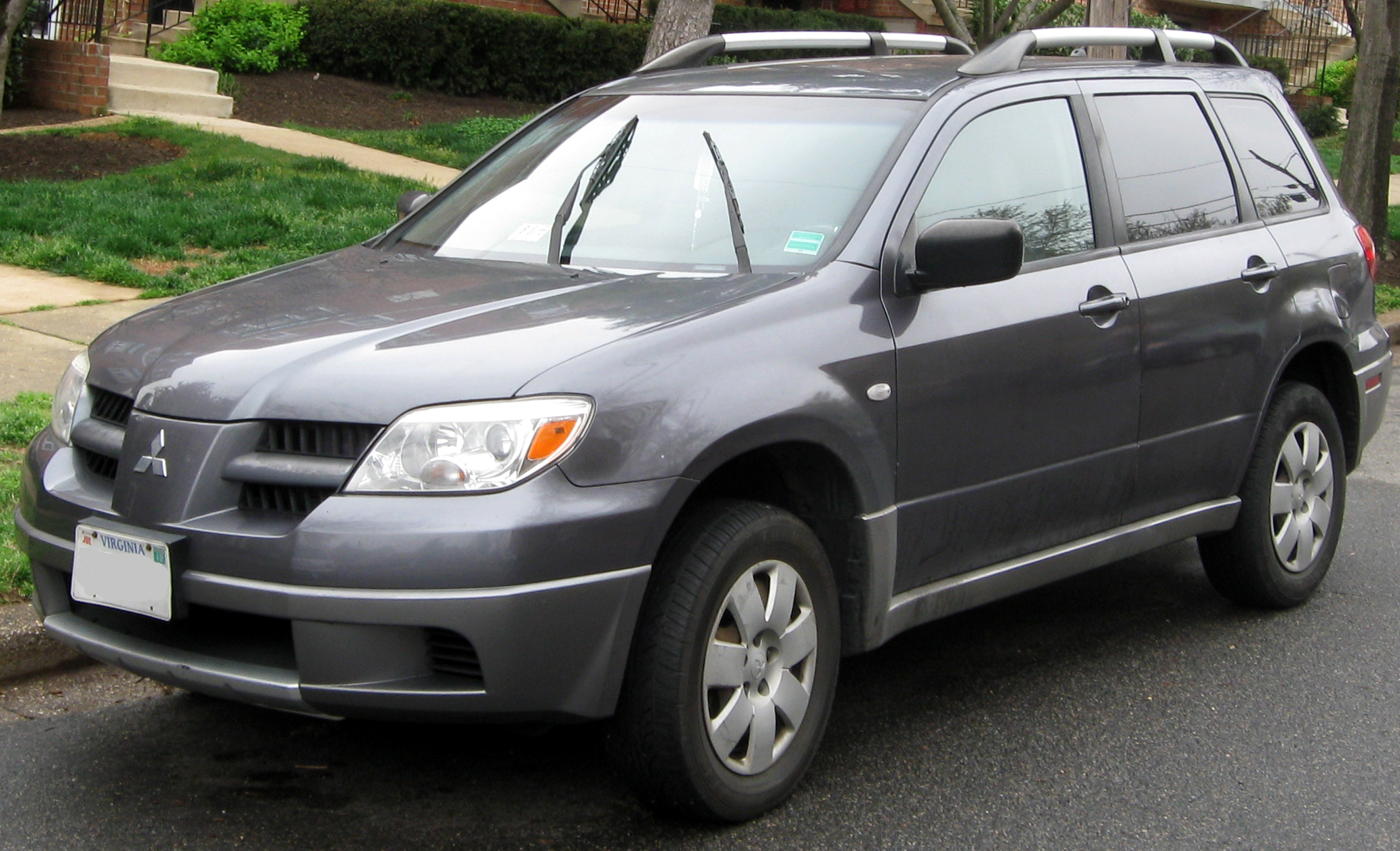
미쓰비시 아웃랜더 정측면

SUV도, 미니밴도, 스테이션 왜건도, 해치백도 아닌 새로운 타입의 차세대 크로스오버 카를 목표로 개발하였다. 센터 페시아에 변속기 노브를 장착하여 워크 스루가 가능해 활용성을 높였다. 1세대는 일본에서는 에어트렉이라는 차명으로 판매되었다. 미쓰비시 선회 계획의 제 1탄으로서 당시 소노베 타카시 사장이 처음으로 신차 발표회에 참여했다.

## 2세대

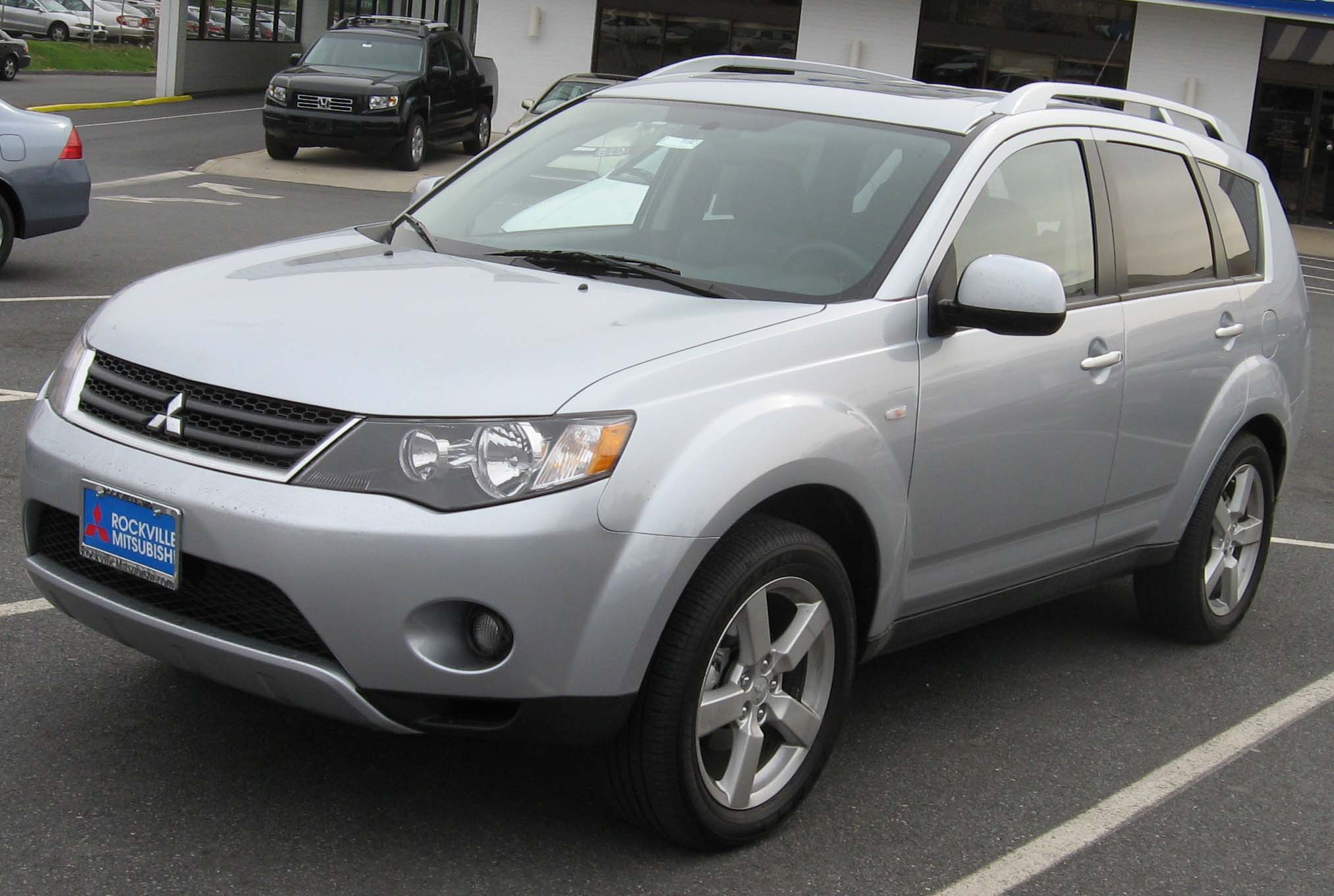
미쓰비시 아웃랜더(전기형) 정측면

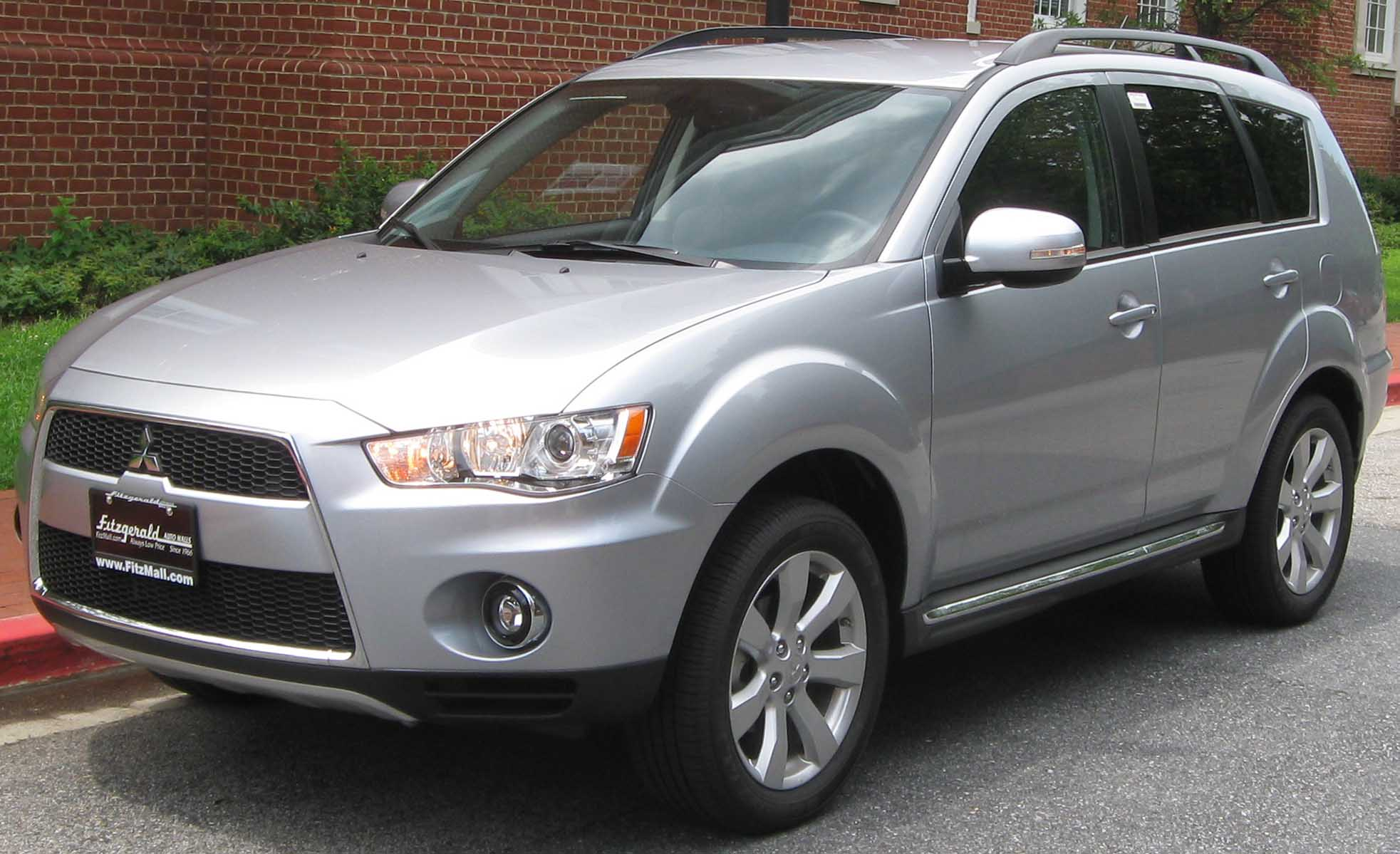
미쓰비시 아웃랜더(후기형) 정측면

2005년 10월에 일본 내에서 월간 판매 대수 2,000대를 목표로 출시되었다. 1세대는 일본에서 에어트렉라는 차명으로 판매되었으나, 2세대부터 일본에서도 아웃랜더로 판매되어 모든 국가에서의 차명을 통일시켰다. 경량 알루미늄 루프를 적용하여 무게를 줄이고 무게중심을 낮춰 전복 위험을 낮췄으며, 2009년도 미국 고속도로안전보호협회(IIHS)의 충돌 테스트에서 안전성 최고 등급인 Top Safety Pick을 받았다. 아울러 미쓰비시의 전설적인 4륜구동 시스템이 탑재되어 다른 도심형 SUV 대비 험로 주파력이 뛰어났다. 2007년 7월부터는 푸조와 시트로엥에 OEM 방식으로 공급하였다. 대한민국에는 2008년 9월부터 V6 3.0 가솔린 단일 파워트레인으로 출시되었다. 당시 판매 가격은 4,290~4,490만원이었고, 후석용 9인치 모니터가 200만 원의 옵션 사양으로 선택이 가능했다. 2009년 4월에 랜서 에볼루션 Ⅹ과 비슷한 프런트 디자인으로 페이스리프트를 거쳤고, 2010년 4월부터 페이스리프트된 아웃랜더가 대한민국에서 판매되었다. 2.4리터 가솔린 엔진이 대한민국 사양에 새롭게 추가되었으며, ‘흔들리지 않는 SUV’라는 슬로건을 통해 마케팅하였다. 그러나 2.4 가솔린 3,690만원, V6 3.0 가솔린 4,090만원으로 차급 대비 비싼 가격으로 책정되어 판매가 부진했다. 내비게이션 등의 편의사양도 국산차 대비 부족했으며, 한국인의 디젤 SUV 선호 및 미쓰비시의 전범기업 이미지도 함께 겹쳤던 것으로 보인다. 그나마 랜서와 함께 MMSK의 주력 모델로 활약하였으며, 2세대 후기형 아웃랜더는 그나마 대한민국의 길거리에서 가끔씩 보이는 편이다. 러시아 시장에서는 매우 높은 인기를 끌었고, 대한민국에서 일부 물량을 중고로 수입하기도 하였다.

## 3세대

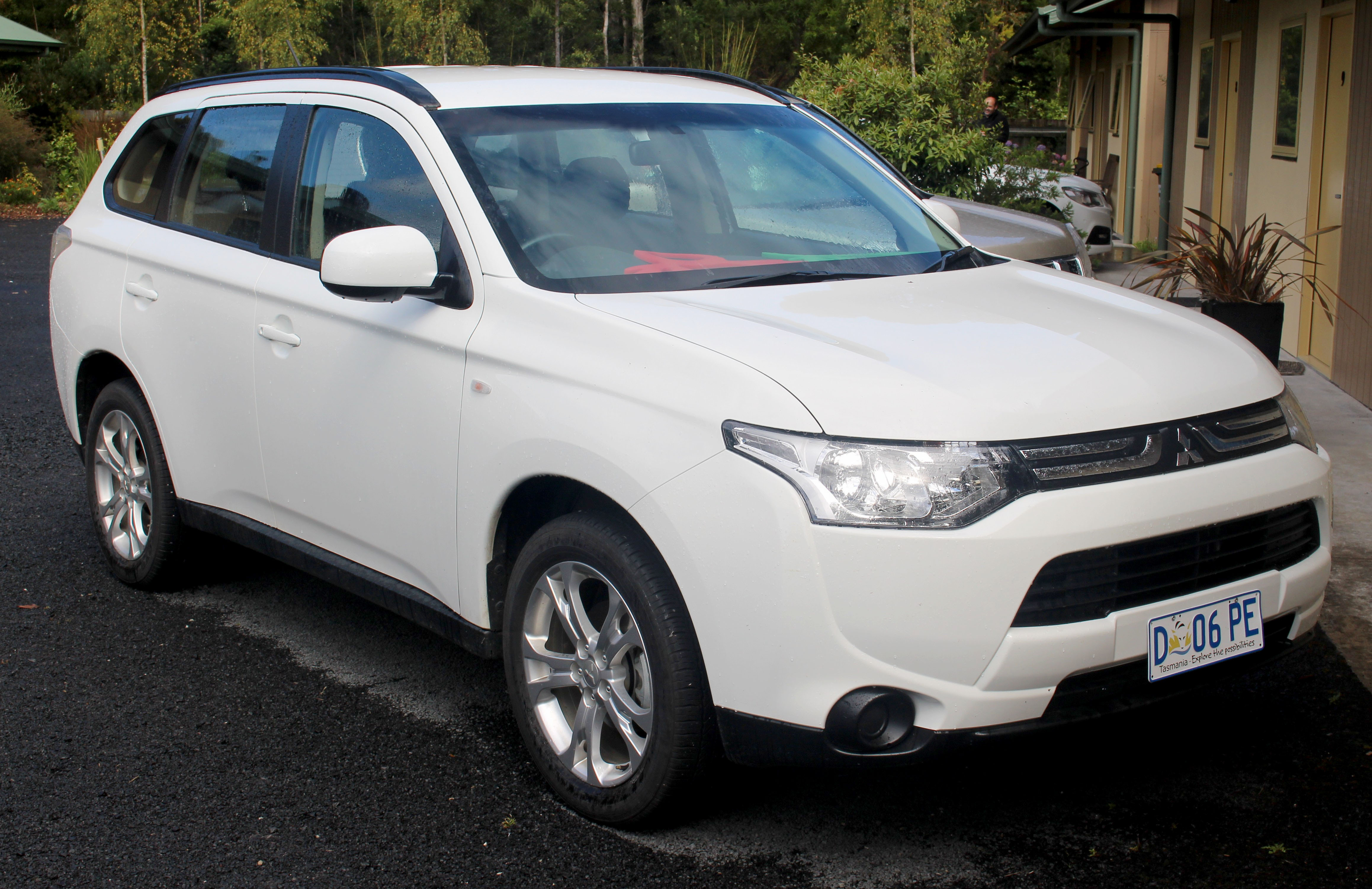
미쓰비시 아웃랜더(전기형) 정측면

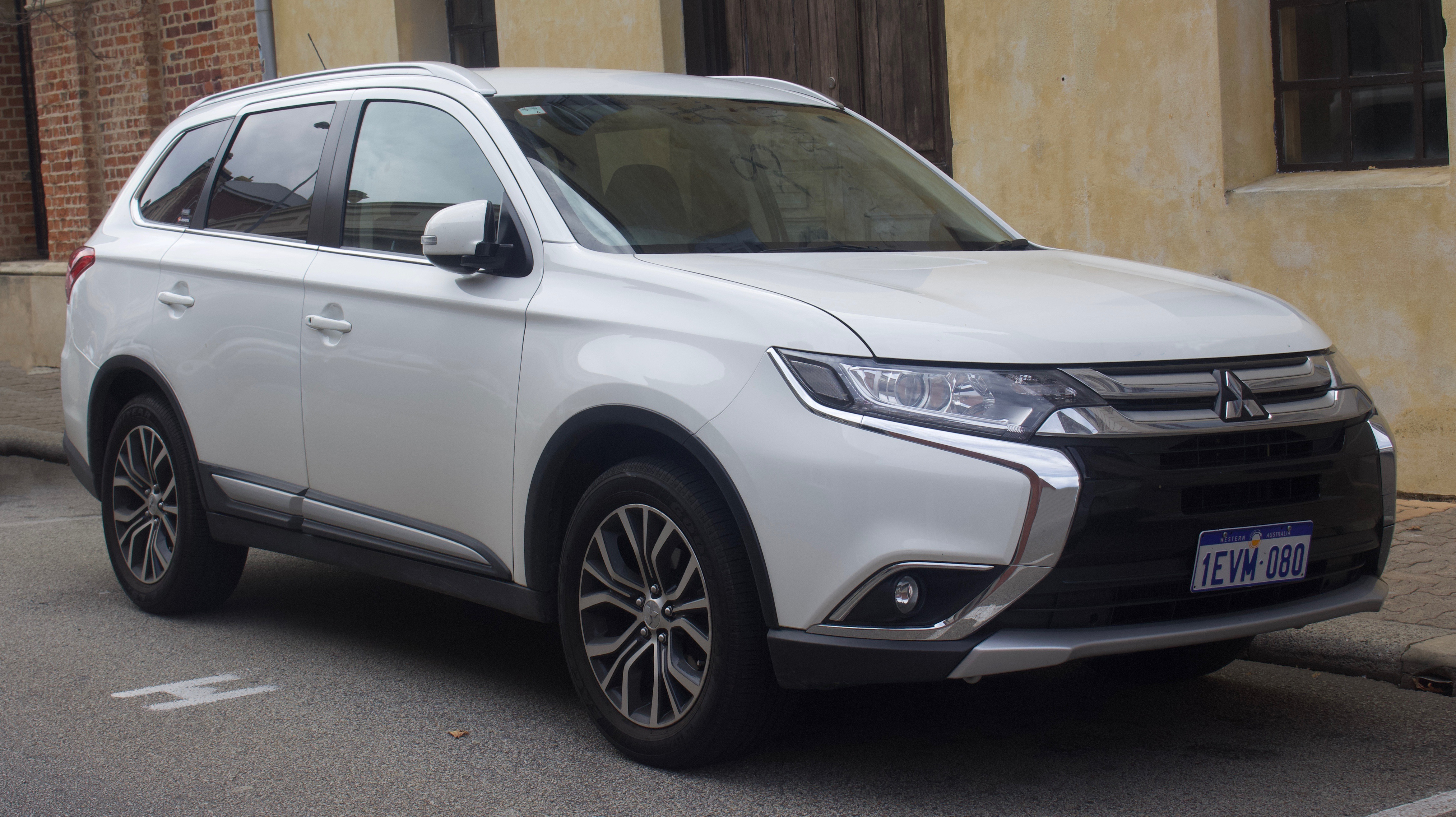
미쓰비시 아웃랜더(후기형) 정측면

2012년 2월에 처음 발표되었고, 같은 해 10월에 일본에서 판매가 시작되었다. 미쓰비시의 고유 충돌 안전 강화 차체인 라이즈(RISE, Reinforced Impact Safety Evolution))가 적용되었다. 라이즈는 고 에너지 흡수 구조의 내력 캐빈 구조로, 모든 방향에서의 높은 충돌 안전성을 확보하였다. 실내 변형을 억제하는 보강도 이뤄져 충돌 시 엔진 룸 내의 에너지 흡수량도 증가시켰다. 선행 차량과의 거리나 상대 속도를 감시하고, 선행 차량의 감속과 정지 등에 의한 차간 거리 감소를 재빨리 감지하여 선행 차량과의 충돌 회피나 충돌 피해 경감에 기여하는 충돌 피해 경감 브레이크 시스템, 고속 주행 시 전방의 차선을 감시해 차선이 일탈하게 되면 표시나 경보로 주의를 촉구하는 차선 일탈 경보 시스템, 충돌 피해 경감 브레이크 시스템과 같은 감시 방법으로 운전자가 설정한 값을 유지해 선행 차량의 정지 상태까지 자동으로 추종 주행하는 레이다 크루즈 컨트롤 시스템 등이 적용되었다.

## 4세대

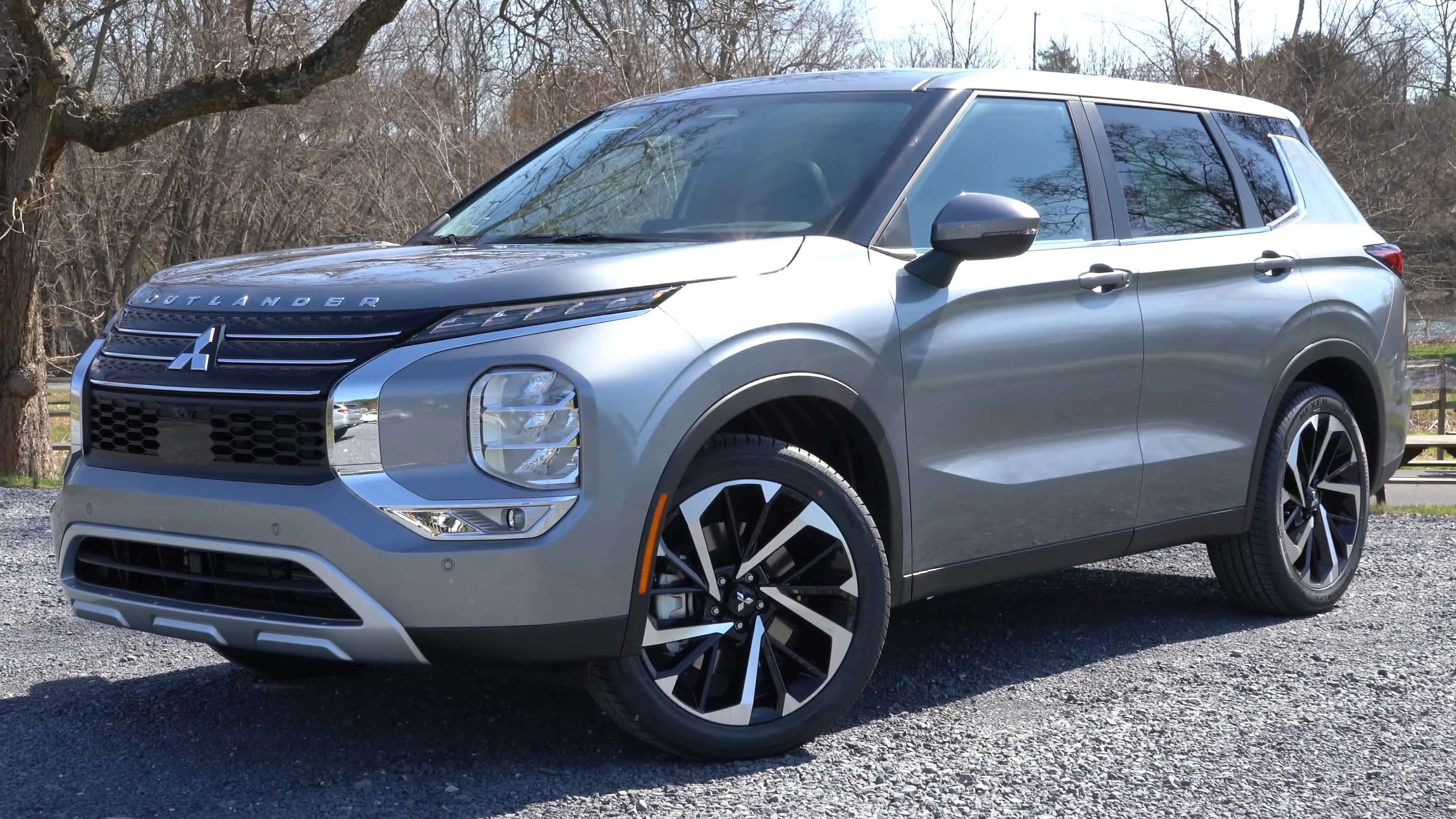
미쓰비시 아웃랜더 정측면

2021년에 공개되었으며, 미쓰비시가 닛산에 인수되면서 닛산 X-트레일과 같은 닛산 CMF 플랫폼을 사용하는 것으로 변경되었다.

## 경쟁 차종
- 현대자동차 - 싼타페
- 기아자동차 - 쏘렌토
- 쉐보레 - 캡티바, 이쿼녹스
- 르노삼성 - QM6
- 지프 - 체로키
- 르노 - 콜레오스
- 폭스바겐 - 티구안 올스페이스
- 닛산 - 로그, X-트레일